# Laccogrypota xanthomela
Laccogrypota xanthomela är en insektsart som först beskrevs av Walker 1858.  Laccogrypota xanthomela ingår i släktet Laccogrypota och familjen spottstritar. Inga underarter finns listade i Catalogue of Life.